# Cantó de Blois-2
El cantó de Blois-2 és un cantó francès del departament de Loir i Cher, situat al districte de Blois. Té 3 municipis i part del de Blois.

## Municipis
- Blois (part)
- Cellettes
- Chailles
- Saint-Gervais-la-Forêt

## Història
| Data d'elecció                           | Identitat     | Partit  | Qualitat |
| ---------------------------------------- | ------------- | ------- | -------- |
| 1973-1979                                | Robert Moreau | UDF-CDS |          |
| 1979-1998                                | Michel Eimer  | PS      |          |
| 2004-                                    | Michel Fromet | PS      |          |
| les dades anteriors no són pas conegudes |               |         |          |
|                                          |               |         |          |